# 한혜리
한혜리(韩惠利, 1997년 8월 24일~)는 대한민국의 가수이다.

## 경력
스타제국의 연습생을 지냈으며 신서고등학교 3학년에 재학 당시 PRODUCE 101에 출연했다. 해당 서바이벌에서 최종 12위를 기록하면서 탈락한다. 프로듀스 프로그램 종료 이후 프로젝트 걸그룹인 I.B.I.의 구성원으로 활동했다. 
2017년 SBS의 아이돌마스터.KR - 꿈을 드림에 한예리 역을 맡아서 출연했다.
2022년 4월 11일, 싱글 《다시 꿈(Spring Day)》을 발표하면서 가수로 데뷔했다.

## 학력
- 신서고등학교 졸업
- 백제예술대학교 미디어보컬음악학과

## 음반 활동

### 참여곡

#### 오디션
- 《M.net - PRODUCE 101》 - 《PICK ME(픽 미)》 ... (2015) ... (작사: 마이더스 티 / 공동 작곡: 마이더스 티, DJ Koo 구준엽, 맥시마이트 / 공동 편곡: 마이더스 티, DJ Koo 구준엽, 맥시마이트)
- 《M.net - PRODUCE 101 ... '소녀 온 탑(Sonyo On Top)'》 - 《같은 곳에서》 ... (2016) ... (작사: 진영 / 작곡: 진영 / 공동 편곡: 진영, 코맨더 프레이크스)
- 《M.net - PRODUCE 101》 - 《벚꽃이 지면》 ... (2016) ... (작사: 진영 / 공동 작곡: 진영, 지그 재그 노트, 강명신 / 공동 편곡: 진영, 지그 재그 노트, 강명신)

### 싱글음반

#### 프로젝트걸 그룹I.B.I.활동
- 《"몰래몰래"》(2016) ... (공동 작사: 지그 재그 노트, 노는 어린이, 강명신 / 공동 작곡: 지그 재그 노트, 노는 어린이, 강명신 / 공동 편곡: 지그 재그 노트, 노는 어린이, 강명신)

#### 특집 TV 드라마 OST
- 《레드 퀸(Red Queen)》 - 〈ACACIA(아카시아)〉(작사: 가면 라이더 / 작곡: 가면 라이더 / 편곡: 가면 라이더) ... (아이돌마스터.KR OST , Part 2) ... (2017)
- 《레드 퀸(Red Queen)》 - 〈ATTENTION〉(공동 작사: 윤경, 송캐럿 / 공동 작곡: 스티븐 리, 라이크 붐가든 / 편곡: 스티븐 리) ... (아이돌마스터.KR OST , Part 2) ... (2017)
- 《레드 퀸(Red Queen)》 - 〈SUPER GIRL MAGIC〉(작사: 핀치 히터 / 공동 작곡: 마리아 마르쿠스, 스티븐 리, 안드레아스 오베르크 / 편곡: 마리아 마르쿠스) ... (아이돌마스터.KR OST , Part 2) ... (2017)

#### 피처링
- 《'MJ(본명 한명준) of Sunny Side(써니 사이드)'》가 발표한 노래 작품 《"토닥토닥"》의 객원 보컬 피처링 ... (2018) ... (작사: MJ 한명준 / 공동 작곡: 턱시도원, 이정문, 최혜선 / 공동 편곡: 턱시도원, 이정문, 최혜선 / 노래: 써니 사이드) ... feat. 한혜리

#### 솔로 가수 활동
- 《"다시 꿈(Spring Day)"》(2022) ... (공동 작사: 조해인, 한혜리 / 작곡: 조해인 / 공동 편곡: 조해인, 노아, 시루) - 개인 싱글 음반 수록곡 ... 한혜리의 작사가 및 솔로 가수 데뷔 작품

## 출연 작품

### TV 프로그램
| 연도     | 방송사                   | 제목        | 역할             | 참고 |
| -------- | ------------------------ | ----------- | ---------------- | ---- |
| 2016     |                          |             |                  |      |
| M-net    | 《PRODUCE 101》          | 참가자      | 총합 12위 컷오프 |      |
| 온스타일 | 《기부티크》             | 주간 게스트 | 2016년 4월 20일  |      |
| M-net    | 《음악의 신 시즌 2》     | 주간 게스트 | 2016년 6월 23일  |      |
| KBS Joy  | 《아이돌 인턴왕》        | 고정 출연자 |                  |      |
| M-net    | 《랜선 친구 아이오아이》 | 주간 게스트 | 2016년 7월 15일  |      |
| MBC      | 《아이돌 요리왕》        | 참가자      | 추석 특집        |      |
| JTBC     | 《헬로 아이·비·아이》    | 고정 출연자 |                  |      |
| 2017     |                          |             |                  |      |
| M-net    | 《골든 탬버린》          | 주간 게스트 | 2017년 1월 19일  |      |
| JTBC     | 《믹스 나인》            | 참가자      |                  |      |
| 2019     | EBS 2TV, EBS 1TV         | 《판다다》  | 고정 출연자      |      |

### TV 시리즈
| 연도 | 방송사                        | 제목          | 역할      | 참고                         |
| ---- | ----------------------------- | ------------- | --------- | ---------------------------- |
| 2017 | SBS funE, SBS 플러스, SBS MTV | 《꿈을 드림》 | 한예리 역 | 배우 데뷔작 (첫 드라마 작품) |

## 같이 보기
- PRODUCE 101
- 아이오아이